# Aniezo
Aniezo es una localidad del municipio de Cabezón de Liébana (Cantabria, España). En 2008 contaba con una población de 32 habitantes (INE). Esta localidad está situada a 683 metros de altitud sobre el nivel del mar, y a 6,6 kilómetros de la capital municipal, Cabezón de Liébana. 
Según la tradición, en esta localidad nació el religioso Beato de Liébana. El 2 de mayo celebra la fiesta de La Santuca. Se trata de una celebración que ya existía en el siglo XV: una talla de la Virgen María es llevada en procesión desde esta localidad hasta Santo Toribio, que queda a unos 15 kilómetros de distancia; allí está durante unas horas y luego regresa a Aniezo.
Desde esta localidad de Aniezo se puede pasar a San Mamés, en el vecino municipio de Polaciones, por el «Collado de las Invernaíllas» (1585 m), en la vertiente sur de Peña Sagra.

## Demografía
| 2000 | 2001 | 2002 | 2003 | 2004 | 2005 | 2006 | 2007 | 2008 | 2009 |
| ---- | ---- | ---- | ---- | ---- | ---- | ---- | ---- | ---- | ---- |
| 31   | 38   | 39   | 34   | 37   | 37   | 33   | 32   | 32   | 33   |

Fuente: INE

## Río Aniezo
Aniezo es también el nombre de un río, afluente del río Buyón o Bullón y subafluente del río Deva, que nace en Peña Sagra, pasa por las localidades de Aniezo y Cambarco, y desemboca en el Buyón poco antes de Frama. Este río forma a su paso el llamado «Valle Estrechu» o «Estrecho», también «Valdeaniezo», en la vertiente oeste de Peña Sagra, del que forman parte las localidades de Aniezo, Luriezo, Cahecho y Cambarco.